# Десульфатация
Десульфатация — процесс преобразования сульфата свинца, который образуется в процессе разряда свинцово-кислотного аккумулятора. 
Свинцово-кислотные аккумуляторы теряют способность принимать заряд при слишком длительной разрядке из-за сульфатации — кристаллизации сульфата свинца. Они генерируют электричество посредством двойной сульфатной химической реакции. Свинец и диоксид свинца, активные материалы пластин батареи, вступают в реакцию с серной кислотой в электролите, образуя сульфат свинца.
Причины
Сульфатация происходит в свинцово-кислотных аккумуляторах, когда они подвергаются недостаточному заряду при нормальной работе. Отложения сульфатов в конечном итоге расширяются, растрескивая пластины и разрушая батарею. В конце концов, большая часть пластины батареи становится неспособной подавать ток, и емкость батареи значительно снижается.

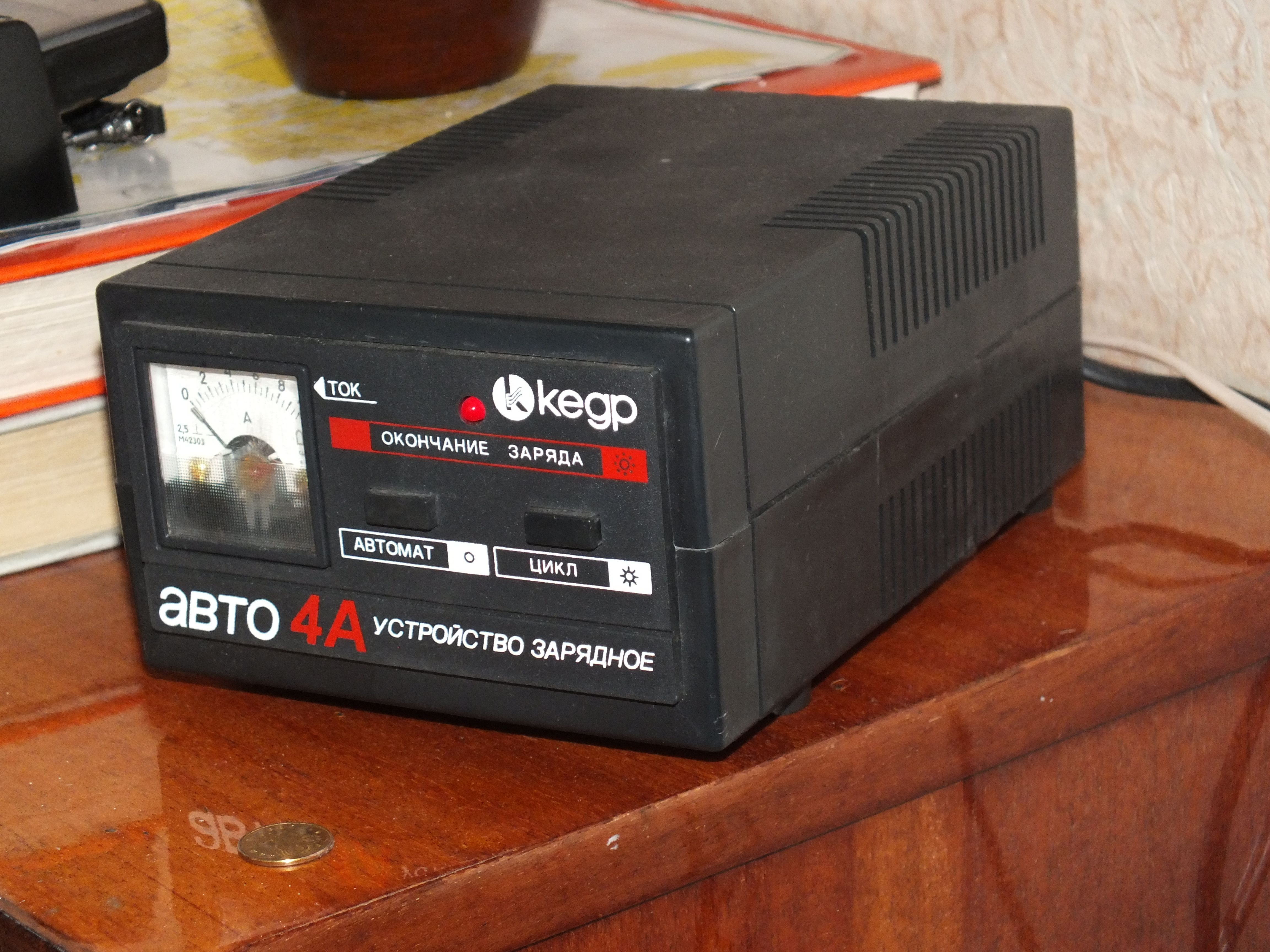
Автоматическое зарядное устройство позволяющее проводить десульфатацию автомобильных аккумуляторных батарей